# 世界都市博覧会
世界都市博覧会（せかいとしはくらんかい）は、東京臨海副都心で1996年（平成8年）3月24日から10月13日まで開催される予定であった博覧会。通称・世界都市博、都市博。主催団体は財団法人東京フロンティア協会（会長・平岩外四）。

## 開催の経緯
世界都市博覧会構想の発端は、1985年（昭和60年）の世界テレポート連合創立総会にて東京都知事・鈴木俊一が「東京テレポート構想」を発表したことに始まる。
開催が決定された1993年（平成5年）、前述の鈴木は、1970年（昭和45年）に開催された日本万国博覧会において事務総長理事を務めた経験がある。万国博の会場選定において、当初から鈴木は首都圏開催を主張しており、最後まで東京にこだわったものの、政府内での「東京はオリンピックをやった、その次は大阪でないとまずい」という流れに押され、結局「首都圏での博覧会開催」という本人の夢は果たせぬまま時は流れていった。
そんな鈴木も高齢となり、自身の知事在職中に、果たせぬ夢だった「首都圏での博覧会開催」をどうしても実現させたいという強い希望から、1988年（昭和63年）2月、東京での万国博覧会開催に意欲を見せると、当時徳川家康江戸入府400年事業を検討していた東京ルネッサンス企画委員会で議論が重ねられ、同年9月の最終報告に（国際博覧会ではないものの）国際的イベントとしての「東京世界都市博覧会（仮称）」開催の提案が盛り込まれることになった。
さらに直後の同年11月には、都知事の諮問機関として、東京世界都市博覧会基本構想懇談会（委員長・丹下健三）が設置され、1989年（平成元年）7月に懇談会の検討結果が報告された。報告では、世界都市博覧会はその名称が「東京フロンティア」に変更され、世界中の大都市が抱える問題を解決するとともに、21世紀の大都市がいかにあるべきかを進行中の都市開発で提示するという極めて前衛的な企画であった。
同年12月、都庁の中に実施体制として東京フロンティア推進本部が専管組織として設置され、さらに1990年（平成2年）3月に主催団体として財団法人東京フロンティア協会（会長・平岩外四）が設置された。
1990年4月にまとめられた『東京フロンティア基本計画』は以下のとおり。
- 名称：東京フロンティア
- 開催期間：1994年（平成6年）3月 - 12月（300日間）
- 主催：財団法人東京フロンティア協会
- 会場：東京テレポートタウンを中心とした東京臨海副都心全体
- 目標来場者数：3,000万人

しかし1991年（平成3年）にバブル景気が終焉を迎えると、臨海副都心のビルに入居を予定していた企業は相次いで撤退を決定し、資材高騰や建設労働者不足により、予算は膨れ上がる一方であった。こうした臨海副都心開発自体の先行きが不安視されるなかでも、鈴木の執念は強く、1993年（平成5年）に世界都市博覧会の開催を決定、期間は1996年（平成8年）3月24日〜10月13日（204日間）、目標来場者数は2,000万人とされ、「都市・躍動とうるおい」がテーマだった。
広がりのある展開を構想していたため、隣接会場として、テレコムセンターやクリーンセンター、有明コロシアム、潮風公園、お台場海浜公園、フロンティアビル、船の科学館、ファッションタウンにて、見学ツアーやイベントが行われる予定だった。また連携会場として、晴海・竹芝・芝浦地区、若洲海浜公園・東京都葛西臨海水族園・東京辰巳国際水泳場、レインボーブリッジの臨海部に加え、東京都庁舎、江戸東京博物館、東京都健康プラザ、東京ウィメンズプラザ、東京芸術劇場、東京都立大学、現代美術館などで幅広く市民が都市博に参加できる機会を作った。
当初の計画より縮小し、開催時期もずれ込んだが、国連や世界の46都市、国内122自治体が参加する計画が進められることとなった。難解な「フロンティア」という概念は払拭して、博覧会名称も世界都市博覧会と改めて開催されることになった。
もともと都市博のコンセプトは「臨海開発の起爆剤」で、神戸ポートアイランド博覧会（ポートピア’81、1981年〈昭和56年〉）のように、博覧会を契機に臨海部開発を推進し、多くの市民が活動する都市をつくるところにあった。そのため、企画段階から市民が参画できるように制度を整え、一般公募制にて参加を募った。
一方で、市民の参加のみならず、大規模な国際会議のイベントも催される予定であった。
「世界都市フロンティア会議・東京'96」では、『都市をめぐる様々な課題を明らかにするとともに、21世紀における新たな都市ビジョンの構築を目指すこと』が目的であり、国や内外諸都市、市民、企業・団体、国連までも含んだ幅広いメンバーによる協議・交流が図られた。

## 世界都市博覧会中止へ

### 中止の経緯
しかしバブル崩壊によりオフィス需要拡大の思惑が外れ、徐々に賃料が上昇する新土地利用方式の評判も悪かったことから、1992年（平成4年）ごろから進出内定企業の契約辞退が相次ぐことになる。このような背景のもと青島幸男が1995年（平成7年）4月9日の第13回統一地方選挙にて実施された東京都知事選挙に立候補し、世界都市博の中止、臨海副都心開発の見直し、乱脈経営で経営危機（二信組事件）となっていた東京協和・安全信用組合の非救済を公約にした。青島は約170万票を獲得し、鈴木知事の後継で都市博開催を公約にした石原信雄（約123万5千票）に大差で勝利した。都市博を中止せよという世論が青島の大量票獲得に貢献したといえる。
都市博中止を公約にした青島は、知事に当選してから初めて博覧会場を訪れ、かなり準備が進んでいることに驚いた。中止した場合、約1000億円の損失が出ると事務局側は青島都知事へ伝えていた。開催を行うかどうかの決断は1995年5月31日までにしなければならなくなり、タイムリミットは迫っていた。
そうした中、中小企業などの利益のためにも予定通りの開催を訴える保守系議員が多数派を占めていた東京都議会の「世界都市博開催に関する特別委員会」が、5月16日に「都市博開催決議」を可決した。同じ日、青島知事宛ての小包が爆発する東京都庁小包爆弾事件が起きた（ただし爆弾事件はオウム真理教によるものであり、都市博問題とは無関係と後に判明している）。続いて5月23日、都議会本会議において100対23の大差で「都市博開催決議」が可決された。
こうした情勢の中で公約は貫徹されないという観測が広まっていたが、実際に青島が公約を履行するか否か、全国の注目が集まった。タイムリミットの5月31日、青島は都市博の中止を発表した。公約実行は困難だと見ていた人々は、「まさか」「なんとガンコな」「公約は公約でも本当に中止するとは信じられない」と衝撃を受けた。青島は都市博の中止を、家族や知人と相談して決断したという。中止を受けて国内外都市におよそ8億円の損害保証金が支払われた。
この決定を受けた鈴木前知事は「首都圏での博覧会開催」という夢を潰されたことに怒りをあらわにして「サリンをばら撒かれたようだ」と発言し、地下鉄サリン事件からまだ日も浅い中でのこのような発言は各方面から非難を浴びた。

### 中止決定の余波
知事が中止の決断をしたことで、事務局は発注済の業者への賠償など、さまざまな後処理に追われることになった。

#### 金銭的影響
1996年4月22日、東京都から最終財政影響額が発表された。これによれば、青島都知事に事務局側が「中止した場合、東京都に982億円（誤差は50億円）程度の損失が出る」と伝えていたのに対し、実際の損失額は610億円にとどまった。開催されていた場合に予定されていた支出である約830億円よりも220億円も下回ったこととなる。
博覧会が中止になったため、既に会場内の工事やイベント企画を受注していた企業が、発注先の企業から代金を受け取れないという問題が発生した。救済策として、東京都は1社あたり2億円を限度とした緊急融資を実施し、最終的に280社に合計約77億8500万円を融資した。中止から14年が経過した2009年12月の時点で全額返済したのは181社で、総額は58億円にとどまっており、2009年3月に約2億6000万円の債権を放棄したものの、約20億円が未回収のまま残っている。都の決定した博覧会中止がそもそもの原因であるといった経緯もあり、強制的な措置を講じることも困難な状況という。

#### 開発戦略の練り直し
都市博を中止した青島であったが、既に臨海副都心開発自体に莫大な費用が投入されていて後戻りができない状況であり、「（臨海開発のため）何かイベントを開催する必要がある」といった発言をしている。
その後、世界都市博が中止になった臨海副都心をどのように開発するか論議が繰り返されるが、都市博中止による意外な効果もあった。都市博の中止が多くのマスコミで報道されたことで、逆に都民の臨海副都心の認知度は大いに高まった。噂の臨海副都心はどんな所なのかという関心から、開業したゆりかもめは、まだ荒涼とした埋立地だけの状態だったにもかかわらず、満員の乗客を運んだ。
都市博が中止されたものの民間主導による開発そのものは継続され、1996年には有明地区に東京国際展示場（東京ビッグサイト）、1997年（平成9年）には台場地区にFCGビル（フジテレビジョン・ニッポン放送本社）、1999年（平成11年）には青海地区にパレットタウンやヴィーナスフォートなどの施設が相次いで開業し、商業施設やコンベンション・センター、ホテルが充実したことでさらに多くの観光客が訪れるようになり、ゆりかもめや1996年（平成8年）に開業したりんかい線は1両あたりの乗車数や編成数を増やした車両を投入しているが、休日に大型イベントが発生するとさばききれず、乗り切れない乗客や駅の入場制限が発生するほど盛況となっている（ただし、パレットタウンとヴィーナスフォートの土地に関しては東京都による事業用借地権の暫定利用としての貸し出しであり、紆余曲折を経て森ビル・トヨタ自動車へ土地が売却され、両施設の閉鎖及び再開発が決定した。詳細はパレットタウンに詳しい）。
結果、青島の後に知事に就任した石原慎太郎の方針転換もあり臨海副都心は当初予定したオフィス街ではなく、アーバンリゾートの性格を持つに至っている。

#### 前売入場券の払い戻し
1995年から発売されていた一般向け前売入場券については、同年8月1日から12月28日までの期間、日本全国の主要旅行代理店（近畿日本ツーリスト、JTBなど）やJR東日本のびゅうプラザなどで払い戻しが行われた。中止決定の時期は、第1期分の約264万枚が売れ、第2期分を発売している最中だった（後に第3期分も発売される予定だった）。
入場券の価格は大人一枚、第1期分（1995年2月まで）が2,500円、第2期分（1995年3月〜8月（予定））が2,700円。なお、第3期分（1995年9月〜1996年2月）は2,900円、当日券は3,200円を予定していた。

#### 関係各所への対応
1995年（平成7年）青島は、すでに都市博へ参加要請を行っていた当時のガーリ国連事務総長に対して、都市博の中止説明をおこなった。同年7月にはプロデューサーの解嘱を、10月には会場借り受け用地の返還と総合プロデューサー事務所を閉鎖し、最終的に、主催者である東京フロンティア協会は1996年（平成8年）3月31日をもって解散することとなった。
東京フロンティア協会の事務総長であった野村鋠市は、記録編纂の結びにお詫びと御礼を述べたうえで、『新しい「都市づくり」の運動の試みであったこと、博覧会主催者の責務として開催に向け努力した関係者に対して経緯を報告するための書であり、後世に伝える歴史的資料でもある』と綴った。

### 中止の妥当性
開催が予定されていた当時はバブル崩壊が進行しつつあり、仮に博覧会を実施した場合、どの程度経済的な効果があったかどうかは不明である。当時すでに第一次公募企業の進出中止や延期が相次いでおり、3年前の1993年に東京多摩地域で開催されたTAMAらいふ21でも、企業の協賛が思うように得られない状況で観客数も伸び悩んでいた。またバブル崩壊前ではあるものの、1988年に札幌市で開催された世界・食の祭典の失敗例の記憶も新しく、行政主体の大型イベントの限界が指摘され始め、「東京ディズニーランドの年間入場者数が1000万人程度なら都市博が半年強で2000万人は無理」とまで言われていた。
先述のとおり、都市博を中止した当の青島が臨海開発のためのイベント開催の必要性に言及したこともあり、世界都市博中止は失敗だったのではないか、と批判された。青島が実施反対としていた三つの公約のうち、臨海副都心開発と二信組救済はその後も進められ、青島在任中に実現されたのは博覧会中止のみであった。

## 予定されていた世界都市博覧会の姿
都市博は東京テレポートタウンを中心とした東京臨海副都心全体で催される予定であったが、それは以下の4つの特設会場で展開されることになっていた。
- インターシティランド：「企業パビリオン」をはじめとした都市の基盤となる豊かな環境、優れた技術、新たな都市文化を体感できるエリア。現在のダイバーシティ東京からテレコムセンタービルまで続くプロムナード一帯が予定エリアだった。
- メディアランド：「アートシティ」や「フロンティアホール」など、文化・芸術をエリア。現在のヴィーナスフォートや東京ビッグサイト青海展示棟あたりが予定エリアだった。
- コミュニティランド：「水の広場」「市民の広場」などが展示される予定だった。夢の大橋や武蔵野大学有明キャンパス、TFTビルのあたりが予定エリアだった。
- 国際展示場：「テーマ館」として、東京メトロポリスプラザや環境プラザが展示される予定だった。

### 予定されていたパビリオン
出展企業・省庁の名称は当時のもの。
- テーマ館（東京都）
- 海外都市館（財団法人東京フロンティア協会）
- 日本の都市館
- NTTマルチメディア館（NTTグループ）
- 三金会ハートピア・アトランティスロマン（三金会）
- コカ・コーラ「フリーダムワールド」（東京コカ・コーラボトリング）
- 日立グループ館（日立グループ）
- 東京ガスパビリオン（東京ガス）
- 松下パビリオン（松下グループ）
- 三菱未来館（三菱グループ）
- 三井・東芝・ダビンチ館（三井グループ・東芝グループ）
- 芙蓉グループパビリオン（芙蓉グループ）
- 住友館（住友グループ）
- テプコ・エナジーオデッセイ（東京電力）
- 三和みどり館（三和みどり会）
- 未利用エネルギー館（通商産業省・資源エネルギー庁）
- 情報未来館（郵政省ほか）
- 建設パビリオン（建設省）
- JA東京館（農林水産省・JA全農ほか）

出展企業・グループには主催者側から、1社・グループあたり前売入場券10万〜15万枚の購入依頼があった。
このほか主催者はゼネコンの業界団体である日本建設業団体連合会にも出展を要請していたが、用意された敷地が他の企業用区画の5倍あり、出展費用が過大となることから、日建連は出展を断念した。

## 会場予定地のその後
会場予定地だった場所は、相次いで分譲され、日本科学未来館、フジテレビ湾岸スタジオ、ヴィーナスフォート、ダイバーシティ東京などが相次いで建てられた。
2020年東京オリンピックでは、3x3バスケットボール、スポーツクライミングの会場、同パラリンピックではブラインドサッカーの会場として使われた仮設施設「青海アーバンスポーツパーク」は、青海地区R区画。スポンサー企業が出展したパビリオン・ブースや、スポーツ体験コーナーなどで構成された「2020ファンパーク」は、P・O・N区画。「2020ファンアリーナ」はUV区画に配置された。いずれも世界都市博会場予定地だった場所である。開催中に聖火台が設置された「夢の大橋」も、世界都市博会場の一部となる予定だった。メインプレスセンター(MPC)・国際放送センター(IBC)として使用された東京国際展示場は、世界都市博ではテーマ館として使用される予定だった。

## 関連の話題
- 博覧会には「東京大使」というマスコットキャラクターが存在し、東京都庁のロビーにも博覧会のPR用にプラスチック製の人形が設置されたが博覧会中止を受け直ちに職員によって撤収され、お蔵入りとなった。
- 開催までの日数を示す「残日表示計」が都庁や銀座など全国23カ所に設置されていたが、中止が決まった5月31日を境に「あと298日」という文字が消えた[11]。
- イメージキャラクターは女優の戸田麻衣子（戸田菜穂の妹）でCMにも出演していた。
- 都内121社が加盟する「世界都市博記念品協会」が関連商品を制作し、博覧会中止が決まるまでに既に約350種の関連商品が発売されていた[7]。最終的に1000種を超える関連商品が出る予定で、売上目標は30億円とされていた[7]。中止か開催かでもめていた頃には急激にグッズの売り上げが伸び、中止になると「グッズを買いたい」という問い合わせが相次ぎ、青島知事はグッズ製造業者に「責任もって買います」と発言し、記念品協会事務局では売店から返品された関連商品を販売した[7]。
- 記念テレホンカード[注 1]は1994年末に6000枚が製作され、以後は作られなかった[7]。博覧会が中止と決まるとすぐに都庁の売店などで売られていたそれらは売り切れになり、コレクターにも人気になった。
- 都営バスの側面に広告ステッカーがつけられていたが中止になると全面撤去された。
- イメージソングはスティーヴィー・ワンダーの「For Your Love（英語版）」（アルバム「カンバセーション・ピース」に収録）で、横山輝一の日本語ヴァージョンも作られた[注 2]。シングルCDも発売[注 3]され、日本語ヴァージョンのディスクジャケットには世界都市博覧会のロゴや開催予定日、東京大使も印刷されていた。ポリドールによれば博覧会中止が決まるまでに、日本でスティーヴィー・ワンダー版のシングルCDは約3万枚、アルバムは約20万枚弱が発売された[7]。
- 中止決定前、梶原しげるの本気でDONDONでアシスタントが都知事選について「誰が当選しても行われる都市博」と発言した。実際に中止になったことでこの発言は虚偽となったが特に批判は起こらなかった。
- 中止当時のニューヨーク市長ルドルフ・ジュリアーニはおわび行脚で青島知事と初対面した際には「公約を守ったことを尊敬している」と話した。
- 1995年12月9日に公開された映画『ゴジラvsデストロイア』は、臨海副都心を舞台の一つとしているが[12]、当初都市博の会場の一部が舞台に設定されていたが博覧会の中止によって脚本段階で変更を余儀なくされた[13]。これに伴い羽田空港が舞台に追加された[14]。
- 1996年、としまえんで開園70周年を記念し「としまえん博覧会'96」、略して「とし博」と題したイベントが行われた[15][16][17]。CMには三波春夫が出演しており[18]、「グローバルダイちゃん」（練馬大根がモチーフ）というマスコットキャラクターが存在した[19]。
- 1999年、台場で開催されたフジテレビ主催のイベント「BANG PARK（フジテレビ番組博覧会）」のCMに青島幸男が登場し、「BANG PARKやります！」と宣伝していた[20]。
- 漫画『こちら葛飾区亀有公園前派出所』では、基本的に4年に1度の夏季五輪の年にしか起きない日暮熟睡男が登場した第100巻[21]で都市博中止の話題が出るなど、作中の会話内で複数回「都市博」という単語が出ている。
- ニッポン放送「キャイ〜ン天野ひろゆきのMEGAうま!ラジオバーガー!!」では「世界ドジ博」という企画が存在した。
- 青海南ふ頭公園には、都市博のために34億7000万円をかけて造られた巨大な地下駐車場（218台収容可）が現存する[22]。ごくまれにイベントスペースとして使われることがあるが、採算性の問題から駐車場としては一度も供用されていない[23]。
- 高知県は「世界都市博の中止」を公約した青島都知事が当選したことを受けて出展申し込みを延期[24]。神戸市は出展予定だったが、阪神・淡路大震災を受けて準備作業を凍結。最終的には復興を優先するため出展辞退を決めた[25]。
- 東京都新宿区にある東京都道新宿副都心四号線の地下通路にある動く歩道は、元々は世界都市博覧会で設置されて博覧会終了後に移設される予定だったものである。博覧会が中止になった後は東京都が予算を講じて予定通り動く歩道の設置を決めた。1996年1月24日には、工事をめぐって地下通路に居座っていたホームレスとの衝突が発生した[26]。